# Rohrhof (Moosbach)
Rohrhof ist ein Gemeindeteil des Marktes Moosbach im Oberpfälzer Landkreis Neustadt an der Waldnaab, Bayern.

## Geographische Lage
Die Einöde Rohrhof liegt sechs Kilometer nordöstlich von Moosbach.

## Geschichte
Früher zu Heumaden gehörig, wurde die Einöde Rohhof 1835 von Johann Götzfried neu aufgebaut.
Zum Stichtag 23. März 1913 (Osterfest) wurde Rohrhof als Teil der Pfarrei Moosbach mit einem Haus und fünf Einwohnern aufgeführt.
Am 31. Dezember 1990 hatte Rohrhof vier Einwohner und gehörte zur Pfarrei Moosbach.